# København Håndbold
København Håndbold ist ein dänischer Frauen-Handballverein aus Kopenhagen. Das Damenteam spielt in der höchsten dänischen Spielklasse.

## Geschichte
Der Verein København Håndbold wurde am 24. Januar 2013 gegründet. Am 24. Februar 2013 übernahm der Verein die Liga-Lizenz der Damenmannschaft von FIF, die in der höchsten dänischen Spielklasse antraten. København Håndbold spielt seit der Saison 2013/14 in der Damehåndboldligaen. København Håndbold nahm am EHF-Pokal der Frauen 2013/14 teil, wo die Mannschaft im Viertelfinale gegen den späteren Pokalsieger GK Lada Toljatti ausschied. Im Jahr 2017 unterlag København Håndbold im Finale um die dänische Meisterschaft gegen Nykøbing Falster Håndboldklub. Eine Saison später gewann København Håndbold die dänische Meisterschaft.

## Saison 2025/26

### Kader
| Nr. | Nationalität    | Name                 | Position |
| --- | --------------- | -------------------- | -------- |
| 2   | Niederländerin  | Bianca Schanssema    | TW       |
| 16  | Dänin           | Emilie Firgaard      | TW       |
| 4   | Dänin           | Nikoline Lundgreen   | RR       |
| 5   | Dänin           | Clara Skøtt          | RA       |
| 6   | Dänin           | Annika Meyer         | KM       |
| 7   | Dänin           | Emilie Ytting        | LA       |
| 11  | Dänin           | Martha Nickelsen     | RM       |
| 17  | Dänin           | Line Berggren Larsen | RL       |
| 23  | Dänin           | Anna Mulbjerg        | LA       |
| 27  | Dänin           | Sofie Flader         | RM       |
| 28  | Montenegrinerin | Anastasija Marsenić  | RA       |
| 47  | Dänin           | Agnes Hvidsteen      | KM       |
| 49  | Deutsche        | Aimée von Pereira    | RL       |